# Tatsunori Yamagata
Tatsunori Yamagata (山形 辰徳, Yamagata Tatsunori) est un footballeur japonais né le 4 octobre 1983. Il évolue au poste de défenseur.

## Palmarès
- Champion de J-league 2 en 2003 avec l'Albirex Niigata